# 祖宾·梅塔
祖宾·梅塔（英語：Zubin Mehta，1936年4月29日—），印度籍帕西裔指挥家。

## 生平
祖宾·梅塔1936年出生于印度孟买的一个音乐世家，父亲梅利·梅塔是一位出色的小提琴手、小提琴教师和指挥家、孟买交响乐团和弦乐四重奏团的创始人。祖宾·梅塔7岁时就受到了正规的小提琴和钢琴教育，所以他很小的时候已经对欧洲音乐非常熟悉。作为父亲的学生，他16岁的时候就指挥了孟买交响乐团。可是他遵循父母的意愿，去学习医学。但上了两个学期的课之后，他就转投到音乐的怀抱中了。18岁的时候他去了维也纳音乐学院学习钢琴，作曲与低音提琴。在汉斯·斯瓦洛夫斯基门下完成了指挥的学业。
1958年他利物浦国际指挥大赛上胜出，并在当地担任一乐团的副指挥一职。20多岁的梅塔就已经指挥过维也纳爱乐乐团和柏林爱乐乐团。而且时至今日，他们还保持着紧密的合作关系。在美国坦格伍德指挥大赛上他获得了第二名（第一名是阿巴多）。这时候他认识了波士顿交响乐团的指挥查理·明希，后者对梅塔影响深远。1960年他第一次和纽约爱乐、费城乐团和蒙特利尔交响乐团合作，1962到1966年他还任蒙特利尔交响乐团的首席指挥。
祖宾·梅塔在1962年到1978年任洛杉矶爱乐乐团音乐总监。1969年他还成为了以色列爱乐乐团的音乐顾问，1977年升为首席指挥，1981年任终身音乐总监。1978年他成为美国五大交响乐团之一纽约爱乐乐团的音乐总监，历时13年，直到继任者库特特·马苏尔的到来。
歌剧方面，他在蒙特利尔、大都会歌剧院、维也纳国立歌剧院、巴伐利亚国家歌剧院、伦敦皇家歌剧院、柯文特花园指挥过歌剧演出。
1998年起，梅塔成为巴伐利亚国家歌剧院音乐总监。
梅塔能以低音提琴演奏者的身份登台，并曾与帕尔曼、祖克曼、杜普雷与巴伦博伊姆四人组成五重奏，演奏舒伯特的名作《鳟鱼五重奏》。这一历史性的音乐盛事，包括演奏前的准备花絮，被灌制成DVD纪录片发售。
2014年3月1日成为好莱坞星光大道第2434颗巨星。
梅塔分别于1990年，1995年，1998年，2007年及2015年五次指挥維也納新年音樂會。

## 獲獎與榮譽
祖宾·梅塔是佛罗伦萨的荣誉市民，1997年成为维也纳国家歌剧院荣誉会员。
2004年初他成为慕尼黑爱乐乐团荣誉会员。

2006年荣获用以表彰终身为美国文化作出贡献的杰出人士的肯尼迪中心荣誉奖（Kennedy Center Honors，也称为肯尼迪中心终身成就奖）。

## 外部連結
- 官方网站
- 祖宾·梅塔的Discogs页面（英文）